# KSV Oostkamp
KSV VC Oostkamp is een Belgische voetbalclub uit het West-Vlaamse Oostkamp. KSV Oostkamp is aangesloten bij de KBVB met stamnummer 5956 en heeft rood en wit als clubkleuren. Sinds 2022 speelt de club in de Tweede afdeling.

## Geschiedenis[1]
Toen er na de Tweede Wereldoorlog geen voetbalclub meer was in Oostkamp, besloten de inwoners van de gemeente om een nieuwe voetbalclub op te richten. In 1956 kwamen enkele inwoners samen in café Criterium om afspraken te maken, en op 17 juli 1956 werd de club boven het doopvont gehouden als SV Oostkamp. De nieuwe club zou rood en wit als clubkleuren aannemen, zoals de kleuren in het gemeenteschild. SV Oostkamp ging in het seizoen 1956/57 van start in Vierde provinciale. De eerste competitiewedstrijd, op 16 september 1956 tegen SV Pittem, werd met 4-1 gewonnen. In 1964 behaalde SV Oostkamp zijn eerste titel, waardoor het mocht promoveren naar Derde provinciale. Een jaar later promoveerde de club zelfs naar Tweede provinciale.
In 1965 verhuisde SV Oostkamp naar de Rustoorddreef, waar het een lap grond pachtte. De club speelde er twee seizoenen in Tweede provinciale, maar degradeerde in 1967. De club keerde later terug naar Tweede en promoveerde in 1978 zelfs naar Eerste provinciale. Dat avontuur duurde echter slechts één seizoen, waarop de club jarenlang tussen Tweede en Vierde provinciale bleef schommelen. In 1992 verliet SV Oostkamp na 27 jaar de Rustoorddreef om zijn tenten op te slaan in De Valkaart.  
In 2005 promoveerde SV Oostkamp voor de tweede keer in de clubgeschiedenis naar Eerste provinciale, waar het zestiende eindigde. Door de financiële problemen van KEG Gistel, dat vanuit Vierde klasse degradeerde naar Eerste provinciale, werd SV Oostkamp echter geslachtofferd, waardoor het verblijf in Eerste provinciale opnieuw maar één seizoen duurde. Het vijftigjarig jubileum, waardoor de club aanspraak maakte op de titel KSV Oostkamp, werd dus in Tweede provinciale gevierd. In het seizoen 2009/10 speelde de club opnieuw in Eerste provinciale, echter opnieuw slechts één seizoen. Na een negende plaats in het seizoen 2010/11 eindigde de club in het seizoen 2011/12 voorlaatste in Tweede provinciale, waardoor het voor het eerst in achttien jaar weer naar Derde provinciale degradeerde.
In het seizoen 2012/13 liep KSV Oostkamp de promotie net mis tijdens de eindronde, maar een seizoen later werd de club kampioen in Derde provinciale. Een jaar later won de club ook de eindronde, waardoor het voor de tweede keer op rij promoveerde. KSV Oostkamp slaagt er daarop voor de eerste keer in om zich te handhaven in Eerste provinciale: het eindigt in het seizoen 2015/16 veilig tiende. Een seizoen later eindigt het zelfs knap vierde, een resultaat dat in het seizoen 2017/18 zelfs overtroffen wordt met een derde plaats. Door het faillissement van Lierse SK promoveerde de club in 2018 naar Derde klasse amateurs.
Oostkamp eindigde in zijn eerste seizoen in Derde klasse amateurs dertiende op zestien clubs. De club won zijn barragewedstrijd om het behoud tegen Ternesse VV Wommelgem, maar degradeerde uiteindelijk toch weer naar Eerste provinciale omdat er met URSL Visé een Waalse club de eindronde had gewonnen in Tweede klasse amateurs. Het verblijf in Eerste provinciale bleef beperkt tot slechts één seizoen: toen de competitie in maart 2020 na 25 speeldagen werd stilgezet vanwege de coronapandemie, stond Oostkamp eerste, waardoor de club uiteindelijk werd uitgeroepen tot kampioen.
Oostkamp nam in het seizoen 2020/21 een behoorlijke start in de Derde afdeling: de club startte met 7 op 12, waardoor ze na vier speeldagen vierde stonden op slechts drie punten van leider Avanti Stekene. Hierna werden de amateurcompetities in België stilgelegd. Oostkamp kwam goed uit deze 'break': in het seizoen 2021/22 werd Oostkamp kampioen, waarna de club promoveerde naar de Tweede afdeling. Daar ging de club op zijn elan verder, want in zijn eerste seizoen in de Tweede afdeling veroverde de club meteen een ticket voor de eindronde. Daarin beet de club evenwel in het zand tegen SV Belisia Bilzen.

## Resultaten
| Seizoen | Klasse | Klasse | Klasse | Klasse | Klasse | Klasse | Klasse | Klasse | Klasse | Reeks                                                    | Punten                                                   | Opmerkingen                                                           |
|         | I      | I      | II     | III    | IV     | P.I    | P.II   | P.III  | P.IV   |                                                          |                                                          |                                                                       |
| ------- | ------ | ------ | ------ | ------ | ------ | ------ | ------ | ------ | ------ | -------------------------------------------------------- | -------------------------------------------------------- | --------------------------------------------------------------------- |
| 2008/09 |        |        |        |        |        |        | 1      |        |        | Tweede provinciale A                                     | 69                                                       |                                                                       |
| 2009/10 |        |        |        |        |        | 15     |        |        |        | Eerste provinciale                                       | 19                                                       |                                                                       |
| 2010/11 |        |        |        |        |        |        | 9      |        |        | Tweede provinciale A                                     | 42                                                       |                                                                       |
| 2011/12 |        |        |        |        |        |        | 15     |        |        | Tweede provinciale A                                     | 27                                                       |                                                                       |
| 2012/13 |        |        |        |        |        |        |        | 3      |        | Derde provinciale B                                      | 59                                                       | verlies in eindronde                                                  |
| 2013/14 |        |        |        |        |        |        |        | 1      |        | Derde provinciale A                                      | 71                                                       |                                                                       |
| 2014/15 |        |        |        |        |        |        | 2      |        |        | Tweede provinciale A                                     | 57                                                       | winst in eindronde                                                    |
| 2015/16 |        |        |        |        |        | 9      |        |        |        | Eerste provinciale                                       | 41                                                       |                                                                       |
|         | 1A     | 1B     | 1Am    | 2Am    | 3Am    | P.I    | P.II   | P.III  | P.IV   | Vanaf 2016-17 zijn er 3 nationale en 2 regionale niveaus | Vanaf 2016-17 zijn er 3 nationale en 2 regionale niveaus | Vanaf 2016-17 zijn er 3 nationale en 2 regionale niveaus              |
| 2016/17 |        |        |        |        |        | 4      |        |        |        | Eerste provinciale                                       | 55                                                       |                                                                       |
| 2017/18 |        |        |        |        |        | 3      |        |        |        | Eerste provinciale                                       | 65                                                       | winst in eindronde                                                    |
| 2018/19 |        |        |        |        | 13     |        |        |        |        | Derde klasse Am.                                         | 31                                                       | aanvankelijk gered via eindronde, maar uiteindelijk toch gedegradeerd |
| 2019/20 |        |        |        |        |        | 1      |        |        |        | Eerste provinciale                                       | 56                                                       | competitie vroegtijdig stopgezet vanwege de coronapandemie            |
| 2020/21 |        |        |        |        | 4      |        |        |        |        | Derde afdeling                                           | 7                                                        | competitie vroegtijdig stopgezet vanwege de coronapandemie            |
| 2021/22 |        |        |        |        | 1      |        |        |        |        | Derde afdeling                                           | 74                                                       |                                                                       |
| 2022/23 |        |        |        | 3      |        |        |        |        |        | Tweede afdeling A                                        | 58                                                       | verlies in eindronde tegen SV Belisia Bilzen                          |
| 2023/24 |        |        |        | 8      |        |        |        |        |        | Tweede afdeling A                                        | 49                                                       |                                                                       |
| 2024/25 |        |        |        | 2      |        |        |        |        |        | Tweede afdeling A                                        | 55                                                       |                                                                       |
| 2025/26 |        |        |        |        |        |        |        |        |        | Tweede afdeling A                                        |                                                          |                                                                       |

## Bekende (oud-)spelers
- Stan Braem
- Bart Buysse
- Rik De Mil
- Birger Longueville
- Joedrick Pupe
- Yani Van Den Bossche
- Karel Van Roose
- Jorn Vermeulen
- Bart Vlaeminck (jeugd)

## Trainers
- 2012-2013:  Rik De Mil
- 2013-2014:  Rik De Mil
- 2014-2015:  Rik De Mil
- 2015-2016:  Dieter Lauwers
- 2016-2017:  Dieter Lauwers
- 2017-2018:  Dieter Lauwers
- 2018-2019:  Dieter Lauwers
- 2019-2020:  Dieter Lauwers
- 2020-2021:  Kurt Delaere
- 2021-2022:  Kurt Delaere
- 2022-2023:  Kurt Delaere
- 2023-2024:  Kurt Delaere